# Liste der denkmalgeschützten Objekte in Purbach am Neusiedler See
Die Liste der denkmalgeschützten Objekte in Purbach am Neusiedler See enthält die 88 denkmalgeschützten, unbeweglichen Objekte der burgenländischen Stadt Purbach am Neusiedler See.

## Denkmäler
| Foto |                 | Denkmal                                                                                   | Standort                                                             | Beschreibung | Metadaten |
| ---- | --------------- | ----------------------------------------------------------------------------------------- | -------------------------------------------------------------------- | --- | --- |
| ja   | Datei hochladen | Ortsbefestigung, Mauerzug HERIS-ID: 30007 Objekt-ID: 26701                                | Am Brucker Tor 5 Standort KG: Purbach am Neusiedlersee               | Anmerkung: gemeint ist offensichtlich nicht das Gebäude, sondern die dahinter verlaufende Stadtmauer | BDA-Hist.: Q37929426 Status: Bescheid Stand der BDA-Liste: 2025-06-30 Name: Ortsbefestigung, Mauerzug GstNr.: 321/2, 321/3 |
| ja   | Datei hochladen | Ortsbefestigung, Mauerzug HERIS-ID: 30013 Objekt-ID: 26707                                | Am Brucker Tor 6 Standort KG: Purbach am Neusiedlersee               | In der Ostwand des Gebäudes befindet sich ein teilweise verputzter Mauerzug aus Bruchsteinmauerwerk in ursprünglicher Höhe der Stadtbefestigung über die halbe Grundstücksbreite. Dieser ist geschützt.                                                                           | BDA-Hist.: Q37929500 Status: Bescheid Stand der BDA-Liste: 2025-06-30 Name: Ortsbefestigung, Mauerzug GstNr.: 229 |
| ja   | Datei hochladen | Ortsbefestigung, Mauerzug HERIS-ID: 30014 Objekt-ID: 26708                                | Am Brucker Tor 7 Standort KG: Purbach am Neusiedlersee               | Geschützt ist ein durchgehender, verputzter Mauerzug aus Bruchsteinmauerwerk in ursprünglicher Höhe der Stadtbefestigung in der Ostwand. | BDA-Hist.: Q37929514 Status: Bescheid Stand der BDA-Liste: 2025-06-30 Name: Ortsbefestigung, Mauerzug GstNr.: 228 |
| ja   | Datei hochladen | Ortsbefestigung, Brucker Tor (früher Schlossertor) HERIS-ID: 29593 Objekt-ID: 26245       | Am Brucker Tor 8 Standort KG: Purbach am Neusiedlersee               | Das rundbogige Brucker Tor bot einen Durchlass im Nordosten des alten Stadtgebiets. | BDA-Hist.: Q37927489 Status: Bescheid Stand der BDA-Liste: 2025-06-30 Name: Ortsbefestigung, Brucker Tor (früher Schlossertor) GstNr.: 227 |
| ja   | Datei hochladen | Ortsbefestigung, Mauerzug HERIS-ID: 30015 Objekt-ID: 26709                                | Am Brucker Tor 9 Standort KG: Purbach am Neusiedlersee               | Geschützt ist ein kleiner Mauerrest aus Bruchsteinmauerwerk an das Brucker Tor anschließend. | BDA-Hist.: Q37929527 Status: Bescheid Stand der BDA-Liste: 2025-06-30 Name: Ortsbefestigung, Mauerzug GstNr.: 226 |
| ja   | Datei hochladen | Ortsbefestigung, Wehrturm/Bastion HERIS-ID: 29592 Objekt-ID: 26244                        | Am Brucker Tor 10 Standort KG: Purbach am Neusiedlersee              | | BDA-Hist.: Q37927483 Status: Bescheid Stand der BDA-Liste: 2025-06-30 Name: Ortsbefestigung, Wehrturm/Bastion GstNr.: 225 |
| ja   | Datei hochladen | Gasthaus, Nikolauszeche HERIS-ID: 29654 Objekt-ID: 26309                                  | Bodenzeile 3 Standort KG: Purbach am Neusiedlersee                   | Ein zweigeschoßiger Bau aus dem 16. Jahrhundert mit Anbauten aus dem 17. und 18. Jahrhundert. | BDA-Hist.: Q37927664 Status: Bescheid Stand der BDA-Liste: 2025-06-30 Name: Gasthaus, Nikolauszeche GstNr.: 278 Nikolauszeche, Purbach am Neusiedler See |
| ja   | Datei hochladen | Wohnhaus, Haus Kaitna HERIS-ID: 29679 Objekt-ID: 26337                                    | Bodenzeile 4 Standort KG: Purbach am Neusiedlersee                   | | BDA-Hist.: Q37927717 Status: Bescheid Stand der BDA-Liste: 2025-06-30 Name: Wohnhaus, Haus Kaitna GstNr.: 124 |
| ja   | Datei hochladen | Ortsbefestigung, Mauerzug HERIS-ID: 30018 Objekt-ID: 26722                                | Bodenzeile 8 Standort KG: Purbach am Neusiedlersee                   | Anmerkung: gemeint ist offensichtlich nicht das Gebäude, sondern die an der Rückseite des Grundstückes – in der Quergasse – verlaufende Stadtmauer | BDA-Hist.: Q37929580 Status: Bescheid Stand der BDA-Liste: 2025-06-30 Name: Ortsbefestigung, Mauerzug GstNr.: 126 |
| ja   | Datei hochladen | Wohnhaus samt Nebengebäuden HERIS-ID: 29681 Objekt-ID: 26339seit 2017                     | Bodenzeile 9 Standort KG: Purbach am Neusiedlersee                   | | BDA-Hist.: Q37927727 Status: Bescheid Stand der BDA-Liste: 2025-06-30 Name: Wohnhaus samt Nebengebäuden GstNr.: 274, 281 |
| ja   | Datei hochladen | Ortsbefestigung, Mauerzug HERIS-ID: 30017 Objekt-ID: 26721                                | Bodenzeile 16 Standort KG: Purbach am Neusiedlersee                  | Anmerkung: gemeint ist offensichtlich nicht das Gebäude, sondern die an der Rückseite des Grundstückes – in der Quergasse – verlaufende Stadtmauer | BDA-Hist.: Q37929567 Status: Bescheid Stand der BDA-Liste: 2025-06-30 Name: Ortsbefestigung, Mauerzug GstNr.: 129/3 |
| ja   | Datei hochladen | Ortsbefestigung, Mauerzug HERIS-ID: 29961 Objekt-ID: 26641                                | Eisenstädter Straße 1 Standort KG: Purbach am Neusiedlersee          | | BDA-Hist.: Q37929074 Status: Bescheid Stand der BDA-Liste: 2025-06-30 Name: Ortsbefestigung, Mauerzug GstNr.: 2 |
| ja   | Datei hochladen | Ortsbefestigung, Mauerzug HERIS-ID: 29959 Objekt-ID: 26639                                | Eisenstädter Straße 3 Standort KG: Purbach am Neusiedlersee          | | BDA-Hist.: Q37929033 Status: Bescheid Stand der BDA-Liste: 2025-06-30 Name: Ortsbefestigung, Mauerzug GstNr.: 1/3 |
| ja   | Datei hochladen | Ortsbefestigung, Eckbastion HERIS-ID: 29992 Objekt-ID: 26673                              | Eisenstädter Straße 5 Standort KG: Purbach am Neusiedlersee          | | BDA-Hist.: Q37929327 Status: Bescheid Stand der BDA-Liste: 2025-06-30 Name: Ortsbefestigung, Eckbastion GstNr.: 7 |
| ja   | Datei hochladen | Bildstock HERIS-ID: 29942 Objekt-ID: 26621                                                | bei Eisenstädter Straße 31 Standort KG: Purbach am Neusiedlersee     | Das Passionskreuz an der Straße nach Donnerskirchen stammt aus der 2. Hälfte des 17. Jahrhunderts. Ein hoher Pfeiler mit Reliefs der Leidenswerkzeuge trägt die hl. Maria sowie ein Steinkreuz.                                                                                   | BDA-Hist.: Q37928910 Status: § 2a Stand der BDA-Liste: 2025-06-30 Name: Bildstock GstNr.: 320/1 |
| ja   | Datei hochladen | Figurenbildstock, Florian-Pfeiler HERIS-ID: 29938 Objekt-ID: 26617                        | bei Florianisiedlung 47 Standort KG: Purbach am Neusiedlersee        | Der Pfeiler mit einer Steinfigur des Heiligen steht in der Floriani-Siedlung und ist mit 1668 bezeichnet. | BDA-Hist.: Q37928882 Status: § 2a Stand der BDA-Liste: 2025-06-30 Name: Figurenbildstock, Florian-Pfeiler GstNr.: 2596/1 |
| ja   | Datei hochladen | Ortsbefestigung, Zwingermauer HERIS-ID: 29993 Objekt-ID: 26674                            | Hauptgasse 1 Standort KG: Purbach am Neusiedlersee                   | | BDA-Hist.: Q37929337 Status: Bescheid Stand der BDA-Liste: 2025-06-30 Name: Ortsbefestigung, Zwingermauer GstNr.: 306 |
| ja   | Datei hochladen | Ortsbefestigung, Mauerzug HERIS-ID: 33252 Objekt-ID: 30630                                | Hauptgasse 1 Standort KG: Purbach am Neusiedlersee                   | | BDA-Hist.: Q37950794 Status: Bescheid Stand der BDA-Liste: 2025-06-30 Name: Ortsbefestigung, Mauerzug GstNr.: 303 |
| ja   | Datei hochladen | Ortsbefestigung, Türkentor mit Zwingermauer HERIS-ID: 33299 Objekt-ID: 30680              | Hauptgasse 2 Standort KG: Purbach am Neusiedlersee                   | Das zweigeschoßige rundbogige Tor steht zwischen schräg zu ihm führenden Mauern. Dahinter befinden sich der Zwinger sowie ein zweites Tor als Durchlass durch die Häuserreihe. | BDA-Hist.: Q37951252 Status: Bescheid Stand der BDA-Liste: 2025-06-30 Name: Ortsbefestigung, Türkentor mit Zwingermauer GstNr.: 4 |
| ja   | Datei hochladen | Ortsbefestigung, Inneres Zwingertor HERIS-ID: 33251 Objekt-ID: 30620                      | Hauptgasse 3 Standort KG: Purbach am Neusiedlersee                   | | BDA-Hist.: Q37950785 Status: Bescheid Stand der BDA-Liste: 2025-06-30 Name: Ortsbefestigung, Inneres Zwingertor GstNr.: 302 |
| ja   | Datei hochladen | Wohnhaus HERIS-ID: 29687 Objekt-ID: 26345                                                 | Hauptgasse 3 Standort KG: Purbach am Neusiedlersee                   | | BDA-Hist.: Q37927750 Status: Bescheid Stand der BDA-Liste: 2025-06-30 Name: Wohnhaus GstNr.: 302 |
| ja   | Datei hochladen | Ortsbefestigung, Mauerzug und Bastion HERIS-ID: 29985 Objekt-ID: 26665                    | Hauptgasse 4 Standort KG: Purbach am Neusiedlersee                   | | BDA-Hist.: Q37929284 Status: Bescheid Stand der BDA-Liste: 2025-06-30 Name: Ortsbefestigung, Mauerzug und Bastion GstNr.: 5 |
| ja   | Datei hochladen | Ortsbefestigung, Mauerzug HERIS-ID: 33253 Objekt-ID: 30632                                | Hauptgasse 6 Standort KG: Purbach am Neusiedlersee                   | | BDA-Hist.: Q37950804 Status: Bescheid Stand der BDA-Liste: 2025-06-30 Name: Ortsbefestigung, Mauerzug GstNr.: 6 |
| ja   | Datei hochladen | Wohnhaus HERIS-ID: 29688 Objekt-ID: 26346                                                 | Hauptgasse 10 Standort KG: Purbach am Neusiedlersee                  | | BDA-Hist.: Q37927758 Status: Bescheid Stand der BDA-Liste: 2025-06-30 Name: Wohnhaus GstNr.: 10/1 |
| ja   | Datei hochladen | Ortsbefestigung mit Scheune HERIS-ID: 33254 Objekt-ID: 30633                              | Hauptgasse 10 Standort KG: Purbach am Neusiedlersee                  | | BDA-Hist.: Q37950816 Status: Bescheid Stand der BDA-Liste: 2025-06-30 Name: Ortsbefestigung mit Scheune GstNr.: 10/2 |
| ja   | Datei hochladen | Ortsbefestigung mit Scheune HERIS-ID: 33255 Objekt-ID: 30634                              | bei Hauptgasse 12 Standort KG: Purbach am Neusiedlersee              | | BDA-Hist.: Q37950825 Status: Bescheid Stand der BDA-Liste: 2025-06-30 Name: Ortsbefestigung mit Scheune GstNr.: 12 |
| ja   | Datei hochladen | Ortsbefestigung mit Scheune HERIS-ID: 33256 Objekt-ID: 30635                              | Hauptgasse 16 Standort KG: Purbach am Neusiedlersee                  | | BDA-Hist.: Q37950834 Status: Bescheid Stand der BDA-Liste: 2025-06-30 Name: Ortsbefestigung mit Scheune GstNr.: 14 |
| ja   | Datei hochladen | Ortsbefestigung mit Scheune HERIS-ID: 33257 Objekt-ID: 30636                              | Hauptgasse 18 Standort KG: Purbach am Neusiedlersee                  | | BDA-Hist.: Q37950843 Status: Bescheid Stand der BDA-Liste: 2025-06-30 Name: Ortsbefestigung mit Scheune GstNr.: 15 |
| ja   | Datei hochladen | Ortsbefestigung mit Scheune HERIS-ID: 33258 Objekt-ID: 30637                              | Hauptgasse 20 Standort KG: Purbach am Neusiedlersee                  | | BDA-Hist.: Q37950853 Status: Bescheid Stand der BDA-Liste: 2025-06-30 Name: Ortsbefestigung mit Scheune GstNr.: 16 |
| ja   | Datei hochladen | Ortsbefestigung mit Scheune HERIS-ID: 62504 Objekt-ID: 75060                              | Hauptgasse 22a Standort KG: Purbach am Neusiedlersee                 | | BDA-Hist.: Q38100091 Status: Bescheid Stand der BDA-Liste: 2025-06-30 Name: Ortsbefestigung mit Scheune GstNr.: 19/5 |
| ja   | Datei hochladen | Ortsbefestigung mit Scheune HERIS-ID: 33259 Objekt-ID: 30639                              | Hauptgasse 26 Standort KG: Purbach am Neusiedlersee                  | | BDA-Hist.: Q37950861 Status: Bescheid Stand der BDA-Liste: 2025-06-30 Name: Ortsbefestigung mit Scheune GstNr.: 20 |
| ja   | Datei hochladen | Ortsbefestigung mit westl. Scheunenwand HERIS-ID: 33260 Objekt-ID: 30640                  | Hauptgasse 28 Standort KG: Purbach am Neusiedlersee                  | | BDA-Hist.: Q37950875 Status: Bescheid Stand der BDA-Liste: 2025-06-30 Name: Ortsbefestigung mit westl. Scheunenwand GstNr.: 21 |
| ja   | Datei hochladen | Gemeindekeller HERIS-ID: 29689 Objekt-ID: 26347                                           | Hauptgasse 29 Standort KG: Purbach am Neusiedlersee                  | | BDA-Hist.: Q37927765 Status: § 2a Stand der BDA-Liste: 2025-06-30 Name: Gemeindekeller GstNr.: 281 |
| ja   | Datei hochladen | Ortsbefestigung, Mauerzug HERIS-ID: 33261 Objekt-ID: 30641                                | Hauptgasse 30 Standort KG: Purbach am Neusiedlersee                  | | BDA-Hist.: Q37950885 Status: Bescheid Stand der BDA-Liste: 2025-06-30 Name: Ortsbefestigung, Mauerzug GstNr.: 23/7 |
| ja   | Datei hochladen | Ortsbefestigung, Mauerzug HERIS-ID: 33262 Objekt-ID: 30642                                | Hauptgasse 32 Standort KG: Purbach am Neusiedlersee                  | | BDA-Hist.: Q37950896 Status: Bescheid Stand der BDA-Liste: 2025-06-30 Name: Ortsbefestigung, Mauerzug GstNr.: 23/1 |
| ja   | Datei hochladen | Wohnhaus HERIS-ID: 57441 Objekt-ID: 67493                                                 | Hauptgasse 34 Standort KG: Purbach am Neusiedlersee                  | | BDA-Hist.: Q38076479 Status: Bescheid Stand der BDA-Liste: 2025-06-30 Name: Wohnhaus GstNr.: 24/1, 24/2 |
| ja   | Datei hochladen | Ortsbefestigung mit Scheune HERIS-ID: 33264 Objekt-ID: 30644                              | Hauptgasse 36 Standort KG: Purbach am Neusiedlersee                  | | BDA-Hist.: Q37950918 Status: Bescheid Stand der BDA-Liste: 2025-06-30 Name: Ortsbefestigung mit Scheune GstNr.: 25 |
| ja   | Datei hochladen | Gemeindezentrum und Stadtmauer HERIS-ID: 41627 Objekt-ID: 42168                           | Hauptgasse 38 Standort KG: Purbach am Neusiedlersee                  | Ein zweigeschoßiger Bau mit einer Kernsubstanz aus der Barockzeit. | BDA-Hist.: Q38001879 Status: Bescheid Stand der BDA-Liste: 2025-06-30 Name: Gemeindezentrum und Stadtmauer GstNr.: 26/1, 26/2 |
| ja   | Datei hochladen | Ortsbefestigung mit Scheune HERIS-ID: 33268 Objekt-ID: 30648                              | Hauptgasse 40 Standort KG: Purbach am Neusiedlersee                  | | BDA-Hist.: Q37950927 Status: Bescheid Stand der BDA-Liste: 2025-06-30 Name: Ortsbefestigung mit Scheune GstNr.: 31/7 |
| ja   | Datei hochladen | Ortsbefestigung mit Scheune HERIS-ID: 33269 Objekt-ID: 30649                              | Hauptgasse 42 Standort KG: Purbach am Neusiedlersee                  | | BDA-Hist.: Q37950937 Status: Bescheid Stand der BDA-Liste: 2025-06-30 Name: Ortsbefestigung mit Scheune GstNr.: 32 |
| ja   | Datei hochladen | Ortsbefestigung mit Scheune HERIS-ID: 33280 Objekt-ID: 30660                              | bei Hauptgasse 44 Standort KG: Purbach am Neusiedlersee              | | BDA-Hist.: Q37951050 Status: Bescheid Stand der BDA-Liste: 2025-06-30 Name: Ortsbefestigung mit Scheune GstNr.: 33/2 |
| ja   | Datei hochladen | Ortsbefestigung mit Scheune HERIS-ID: 33270 Objekt-ID: 30650                              | Hauptgasse 48 Standort KG: Purbach am Neusiedlersee                  | | BDA-Hist.: Q37950945 Status: Bescheid Stand der BDA-Liste: 2025-06-30 Name: Ortsbefestigung mit Scheune GstNr.: 38 |
| ja   | Datei hochladen | Ortsbefestigung mit Scheune HERIS-ID: 33271 Objekt-ID: 30651                              | Hauptgasse 50 Standort KG: Purbach am Neusiedlersee                  | | BDA-Hist.: Q37950955 Status: Bescheid Stand der BDA-Liste: 2025-06-30 Name: Ortsbefestigung mit Scheune GstNr.: 38 |
| ja   | Datei hochladen | Ortsbefestigung mit Scheune HERIS-ID: 33272 Objekt-ID: 30652                              | Hauptgasse 52 Standort KG: Purbach am Neusiedlersee                  | | BDA-Hist.: Q37950965 Status: Bescheid Stand der BDA-Liste: 2025-06-30 Name: Ortsbefestigung mit Scheune GstNr.: 41 |
| ja   | Datei hochladen | Ortsbefestigung mit westl. Scheunenwand HERIS-ID: 33273 Objekt-ID: 30653                  | Hauptgasse 56 Standort KG: Purbach am Neusiedlersee                  | | BDA-Hist.: Q37950976 Status: Bescheid Stand der BDA-Liste: 2025-06-30 Name: Ortsbefestigung mit westl. Scheunenwand GstNr.: 45/7 |
| ja   | Datei hochladen | Bürgerhaus HERIS-ID: 101906 Objekt-ID: 118254                                             | Kirchengasse 2 Standort KG: Purbach am Neusiedlersee                 | | BDA-Hist.: Q37789315 Status: Bescheid Stand der BDA-Liste: 2025-06-30 Name: Bürgerhaus GstNr.: 261 |
| ja   | Datei hochladen | ehem. Mesnerhaus/Sebastianstöckl HERIS-ID: 29652 Objekt-ID: 26307                         | Kirchengasse 4 Standort KG: Purbach am Neusiedlersee                 | | BDA-Hist.: Q37927652 Status: § 2a Stand der BDA-Liste: 2025-06-30 Name: ehem. Mesnerhaus/Sebastianstöckl GstNr.: 262 |
| ja   | Datei hochladen | Kath. Pfarrkirche hl. Nikolaus HERIS-ID: 33297 Objekt-ID: 30677                           | Kirchengasse 6 Standort KG: Purbach am Neusiedlersee                 | Die katholische Pfarrkirche hl. Nikolaus ist eine in den Jahren 1674 bis 1677 errichtete einschiffige Kirche. Der Turm ist mit 53 Meter Höhe der zweithöchste Turm des Burgenlands. Das oberste Geschoß des Turmes ist durch einen Balkon mit Balustraden auf Konsolen abgesetzt. | BDA-Hist.: Q27304923 Status: § 2a Stand der BDA-Liste: 2025-06-30 Name: Kath. Pfarrkirche hl. Nikolaus GstNr.: 263 Pfarrkirche Purbach am Neusiedler See |
| ja   | Datei hochladen | Pfarrhof HERIS-ID: 29653 Objekt-ID: 26308                                                 | Kirchengasse 7 Standort KG: Purbach am Neusiedlersee                 | Ein im Kern barocker, zweigeschoßiger Bau. Über dem Portal die Nischenfigur hl. Antonius. | BDA-Hist.: Q37927658 Status: § 2a Stand der BDA-Liste: 2025-06-30 Name: Pfarrhof GstNr.: 215 |
| ja   | Datei hochladen | Ortsbefestigung, Mauerzug HERIS-ID: 33274 Objekt-ID: 30654                                | Kirchengasse 21 Standort KG: Purbach am Neusiedlersee                | Anmerkung: gemeint ist offensichtlich nicht das Gebäude, sondern die an der Rückseite des Grundstückes – in der Quergasse – verlaufende Stadtmauer | BDA-Hist.: Q37950984 Status: Bescheid Stand der BDA-Liste: 2025-06-30 Name: Ortsbefestigung, Mauerzug GstNr.: 200 |
| ja   | Datei hochladen | Ortsbefestigung, Mauerzug HERIS-ID: 33275 Objekt-ID: 30655                                | Kirchengasse 41 Standort KG: Purbach am Neusiedlersee                | Anmerkung: gemeint ist offensichtlich nicht das Gebäude, sondern die an der Rückseite des Grundstückes – in der Quergasse – verlaufende Stadtmauer | BDA-Hist.: Q37950994 Status: Bescheid Stand der BDA-Liste: 2025-06-30 Name: Ortsbefestigung, Mauerzug GstNr.: 181/4 |
| ja   | Datei hochladen | Ortsbefestigung, Mauerzug HERIS-ID: 33276 Objekt-ID: 30656                                | Kirchengasse 45 Standort KG: Purbach am Neusiedlersee                | Anmerkung: gemeint ist offensichtlich nicht das Gebäude, sondern die an der Rückseite des Grundstückes – in der Quergasse – verlaufende Stadtmauer | BDA-Hist.: Q37951003 Status: Bescheid Stand der BDA-Liste: 2025-06-30 Name: Ortsbefestigung, Mauerzug GstNr.: 178 |
| ja   | Datei hochladen | Ehem. Weinhauerhof, sog. Fasching-Haus HERIS-ID: 29855 Objekt-ID: 26519seit 2012          | Kirchengasse 45 Standort KG: Purbach am Neusiedlersee                | Ein Weinhauerhaus mit tiefliegendem Erdgeschoß, Erker und rundbogiger Einfahrt. | BDA-Hist.: Q37928159 Status: Bescheid Stand der BDA-Liste: 2025-06-30 Name: Ehem. Weinhauerhof, sog. Fasching-Haus GstNr.: 179 |
| ja   | Datei hochladen | Ortsbefestigung, Mauerzug HERIS-ID: 33277 Objekt-ID: 30657                                | Kirchengasse 47 Standort KG: Purbach am Neusiedlersee                | Anmerkung: gemeint ist offensichtlich nicht das Gebäude, sondern die an der Rückseite des Grundstückes – in der Quergasse – verlaufende Stadtmauer | BDA-Hist.: Q37951012 Status: Bescheid Stand der BDA-Liste: 2025-06-30 Name: Ortsbefestigung, Mauerzug GstNr.: 177 |
| ja   | Datei hochladen | Ortsbefestigung, Mauerzug HERIS-ID: 33278 Objekt-ID: 30658                                | Kirchengasse 49 Standort KG: Purbach am Neusiedlersee                | Anmerkung: gemeint ist offensichtlich nicht das Gebäude, sondern die an der Rückseite des Grundstückes – in der Quergasse – verlaufende Stadtmauer | BDA-Hist.: Q37951022 Status: Bescheid Stand der BDA-Liste: 2025-06-30 Name: Ortsbefestigung, Mauerzug GstNr.: 175/1 |
| ja   | Datei hochladen | Ortsbefestigung, Mauerzug HERIS-ID: 33279 Objekt-ID: 30659                                | Kirchengasse 51 Standort KG: Purbach am Neusiedlersee                | Anmerkung: gemeint ist offensichtlich nicht das Gebäude, sondern die an der Rückseite des Grundstückes – in der Quergasse – verlaufende Stadtmauer | BDA-Hist.: Q37951033 Status: Bescheid Stand der BDA-Liste: 2025-06-30 Name: Ortsbefestigung, Mauerzug GstNr.: 174 |
| ja   | Datei hochladen | Bildstock HERIS-ID: 29907 Objekt-ID: 26585                                                | bei Neusiedler Straße 13 Standort KG: Purbach am Neusiedlersee       | Der spätgotische Tabernakelpfeiler mit Zeltdach stammt aus dem 16. Jahrhundert. | BDA-Hist.: Q37928632 Status: § 2a Stand der BDA-Liste: 2025-06-30 Name: Bildstock GstNr.: 310/2 |
| ja   | Datei hochladen | Ortsbefestigung mit Scheune HERIS-ID: 33263 Objekt-ID: 30643                              | Obere Bahngasse 10 Standort KG: Purbach am Neusiedlersee             | | BDA-Hist.: Q37950907 Status: Bescheid Stand der BDA-Liste: 2025-06-30 Name: Ortsbefestigung mit Scheune GstNr.: 24/1 |
| ja   | Datei hochladen | Ortsbefestigung, Mauerzug HERIS-ID: 33281 Objekt-ID: 30661                                | bei Quergasse 3a Standort KG: Purbach am Neusiedlersee               | | BDA-Hist.: Q37951060 Status: Bescheid Stand der BDA-Liste: 2025-06-30 Name: Ortsbefestigung, Mauerzug GstNr.: 134/3 |
| ja   | Datei hochladen | Ortsbefestigung, Mauerzug HERIS-ID: 33282 Objekt-ID: 30662                                | Quergasse 5 Standort KG: Purbach am Neusiedlersee                    | Anmerkung: gemeint ist offensichtlich nicht das Gebäude, sondern die dahinter verlaufende Stadtmauer | BDA-Hist.: Q37951071 Status: Bescheid Stand der BDA-Liste: 2025-06-30 Name: Ortsbefestigung, Mauerzug GstNr.: 172/1 |
| ja   | Datei hochladen | Ortsbefestigung, Mauerzug HERIS-ID: 33283 Objekt-ID: 30663                                | Quergasse 7 Standort KG: Purbach am Neusiedlersee                    | Anmerkung: gemeint ist offensichtlich nicht das Gebäude, sondern die dahinter verlaufende Stadtmauer | BDA-Hist.: Q37951081 Status: Bescheid Stand der BDA-Liste: 2025-06-30 Name: Ortsbefestigung, Mauerzug GstNr.: 172/2 |
| ja   | Datei hochladen | Ortsbefestigung, Mauerzug HERIS-ID: 33284 Objekt-ID: 30664                                | Quergasse 9 Standort KG: Purbach am Neusiedlersee                    | Anmerkung: gemeint ist offensichtlich nicht das Gebäude, sondern die dahinter verlaufende Stadtmauer | BDA-Hist.: Q37951091 Status: Bescheid Stand der BDA-Liste: 2025-06-30 Name: Ortsbefestigung, Mauerzug GstNr.: 169 |
| ja   | Datei hochladen | Haus Schebek, sog. Baderhaus HERIS-ID: 112575 Objekt-ID: 130782seit 2016                  | Raiffeisenplatz 3 Standort KG: Purbach am Neusiedlersee              | | BDA-Hist.: Q37831727 Status: Bescheid Stand der BDA-Liste: 2025-06-30 Name: Haus Schebek, sog. Baderhaus GstNr.: 293 |
| ja   | Datei hochladen | Pest-/Dreifaltigkeitssäule HERIS-ID: 29910 Objekt-ID: 26589                               | bei Raiffeisenplatz 3 Standort KG: Purbach am Neusiedlersee          | Eine korinthische Weinlaubsäule mit der Figurengruppe Himmelskönigin und den Heiligen Sebastian und Rochus. | BDA-Hist.: Q37928662 Status: § 2a Stand der BDA-Liste: 2025-06-30 Name: Pest-/Dreifaltigkeitssäule GstNr.: 282/2 Pestsäule Purbach am Neusiedler See |
| ja   | Datei hochladen | Figurenbildstock, Maria Immaculata HERIS-ID: 29908 Objekt-ID: 26586                       | gegenüber Raiffeisenplatz 5 Standort KG: Purbach am Neusiedlersee    | Eine Mariensäule, die im 19. Jahrhundert in neugotischen Stil erneuert wurde. | BDA-Hist.: Q37928646 Status: § 2a Stand der BDA-Liste: 2025-06-30 Name: Figurenbildstock, Maria Immaculata GstNr.: 282/2 Mariensäule Purbach am Neusiedler See |
| ja   | Datei hochladen | Ortsbefestigung, Mauerzug HERIS-ID: 33285 Objekt-ID: 30665                                | Schulgasse 1 Standort KG: Purbach am Neusiedlersee                   | Anmerkung: gemeint ist offensichtlich nicht das Gebäude, sondern die dahinter verlaufende Stadtmauer | BDA-Hist.: Q37951101 Status: Bescheid Stand der BDA-Liste: 2025-06-30 Name: Ortsbefestigung, Mauerzug GstNr.: 301 |
| ja   | Datei hochladen | Ortsbefestigung, Mauerzug HERIS-ID: 33286 Objekt-ID: 30666                                | Schulgasse 3 Standort KG: Purbach am Neusiedlersee                   | Anmerkung: gemeint ist offensichtlich nicht das Gebäude, sondern die dahinter verlaufende Stadtmauer | BDA-Hist.: Q37951111 Status: Bescheid Stand der BDA-Liste: 2025-06-30 Name: Ortsbefestigung, Mauerzug GstNr.: 252 |
| ja   | Datei hochladen | Ortsbefestigung, Mauerzug HERIS-ID: 33287 Objekt-ID: 30667                                | Schulgasse 5 Standort KG: Purbach am Neusiedlersee                   | Anmerkung: gemeint ist offensichtlich nicht das Gebäude, sondern die dahinter verlaufende Stadtmauer | BDA-Hist.: Q37951119 Status: Bescheid Stand der BDA-Liste: 2025-06-30 Name: Ortsbefestigung, Mauerzug GstNr.: 251 |
| ja   | Datei hochladen | Rauchfang mit Büste des „Purbacher Türken“, Türkenkeller HERIS-ID: 29856 Objekt-ID: 26520 | Schulgasse 9 Standort KG: Purbach am Neusiedlersee                   | Das Weinbauernhaus mit zweigeschoßigem Wohntrakt stammt im Kern aus dem 16. Jahrhundert. Am Schornstein der Rauchküche befindet sich die steinerne Büste eines Türken. | BDA-Hist.: Q37928174 Status: Bescheid Stand der BDA-Liste: 2025-06-30 Name: Rauchfang mit Büste des „Purbacher Türken“, Türkenkeller GstNr.: 248 Türkenkeller mit Büste des "Purbacher Türken" |
| ja   | Datei hochladen | Ortsbefestigung, Mauerzug HERIS-ID: 33288 Objekt-ID: 30668                                | Schulgasse 11 Standort KG: Purbach am Neusiedlersee                  | Anmerkung: gemeint ist offensichtlich nicht das Gebäude, sondern die an der Rückseite des Grundstückes – in der Neusiedlerstraße – verlaufende Stadtmauer | BDA-Hist.: Q37951128 Status: Bescheid Stand der BDA-Liste: 2025-06-30 Name: Ortsbefestigung, Mauerzug GstNr.: 247 |
| ja   | Datei hochladen | Ortsbefestigung, Mauerzug HERIS-ID: 33289 Objekt-ID: 30669                                | Schulgasse 13 Standort KG: Purbach am Neusiedlersee                  | Anmerkung: gemeint ist offensichtlich nicht das Gebäude, sondern die an der Rückseite des Grundstückes – in der Neusiedlerstraße – verlaufende Stadtmauer | BDA-Hist.: Q37951141 Status: Bescheid Stand der BDA-Liste: 2025-06-30 Name: Ortsbefestigung, Mauerzug GstNr.: 246/1 |
| ja   | Datei hochladen | Purbachhof, ehem. Weinhauerhaus HERIS-ID: 29886 Objekt-ID: 26552                          | Schulgasse 14 Standort KG: Purbach am Neusiedlersee                  | Bemerkenswertes Weinbauernhaus, dessen Bausubstanz bis ins 16. Jahrhundert zurückreicht. | BDA-Hist.: Q37928445 Status: Bescheid Stand der BDA-Liste: 2025-06-30 Name: Purbachhof, ehem. Weinhauerhaus GstNr.: 260/1, 260/2 |
| ja   | Datei hochladen | Römische Villa Siebenmahdäcker HERIS-ID: 8721 Objekt-ID: 4679                             | Siebenmahdäcker Standort KG: Purbach am Neusiedlersee                | | BDA-Hist.: Q38015956 Status: Bescheid Stand der BDA-Liste: 2025-06-30 Name: Römische Villa Siebenmahdäcker GstNr.: 6978, 6979, 6980, 6981, 6982, 6983, 6984, 6985/1, 6985/2, 6986, 6987, 6988, 6989, 6990, 6991, 6992, 6993, 6994, 6995, 6996, 6997, 6998, 6999 |
| ja   | Datei hochladen | Ortsbefestigung, Mauerzug HERIS-ID: 33290 Objekt-ID: 30670                                | Türkenstraße 2 Standort KG: Purbach am Neusiedlersee                 | Anmerkung: gemeint ist offensichtlich nicht das Gebäude, sondern die dahinter verlaufende Stadtmauer | BDA-Hist.: Q37951153 Status: Bescheid Stand der BDA-Liste: 2025-06-30 Name: Ortsbefestigung, Mauerzug GstNr.: 311 |
| ja   | Datei hochladen | Ortsbefestigung, Mauerzug HERIS-ID: 33291 Objekt-ID: 30671                                | Türkenstraße 4 Standort KG: Purbach am Neusiedlersee                 | Anmerkung: gemeint ist offensichtlich nicht das Gebäude, sondern die dahinter verlaufende Stadtmauer | BDA-Hist.: Q37951163 Status: Bescheid Stand der BDA-Liste: 2025-06-30 Name: Ortsbefestigung, Mauerzug GstNr.: 312 |
| ja   | Datei hochladen | Ortsbefestigung, Mauerzug HERIS-ID: 33292 Objekt-ID: 30672                                | Türkenstraße 6 Standort KG: Purbach am Neusiedlersee                 | Anmerkung: gemeint ist offensichtlich nicht das Gebäude, sondern die dahinter verlaufende Stadtmauer | BDA-Hist.: Q37951174 Status: Bescheid Stand der BDA-Liste: 2025-06-30 Name: Ortsbefestigung, Mauerzug GstNr.: 313 |
| ja   | Datei hochladen | Ortsbefestigung, Mauerzug HERIS-ID: 33293 Objekt-ID: 30673                                | Türkenstraße 8 Standort KG: Purbach am Neusiedlersee                 | Anmerkung: gemeint ist offensichtlich nicht das Gebäude, sondern die dahinter verlaufende Stadtmauer | BDA-Hist.: Q37951184 Status: Bescheid Stand der BDA-Liste: 2025-06-30 Name: Ortsbefestigung, Mauerzug GstNr.: 314 |
| ja   | Datei hochladen | Ortsbefestigung, Mauerzug HERIS-ID: 33294 Objekt-ID: 30674                                | Türkenstraße 10 Standort KG: Purbach am Neusiedlersee                | Anmerkung: gemeint ist offensichtlich nicht das Gebäude, sondern die dahinter verlaufende Stadtmauer | BDA-Hist.: Q37951194 Status: Bescheid Stand der BDA-Liste: 2025-06-30 Name: Ortsbefestigung, Mauerzug GstNr.: 315 |
| ja   | Datei hochladen | Ortsbefestigung, Mauerzug HERIS-ID: 33295 Objekt-ID: 30675                                | Türkenstraße 12 Standort KG: Purbach am Neusiedlersee                | Anmerkung: gemeint ist offensichtlich nicht das Gebäude, sondern die dahinter verlaufende Stadtmauer | BDA-Hist.: Q37951206 Status: Bescheid Stand der BDA-Liste: 2025-06-30 Name: Ortsbefestigung, Mauerzug GstNr.: 316 |
| ja   | Datei hochladen | Ortsbefestigung, Mauerzug HERIS-ID: 33296 Objekt-ID: 30676                                | Türkenstraße 18 Standort KG: Purbach am Neusiedlersee                | Anmerkung: gemeint ist offensichtlich nicht das Gebäude, sondern die dahinter verlaufende Stadtmauer | BDA-Hist.: Q37951217 Status: Bescheid Stand der BDA-Liste: 2025-06-30 Name: Ortsbefestigung, Mauerzug GstNr.: 319 |
| ja   | Datei hochladen | Ortsbefestigung, Rustertor (früher Türkentor) HERIS-ID: 33300 Objekt-ID: 30681            | Untere Bahngasse 1 Standort KG: Purbach am Neusiedlersee             | Das Rustertor im Südwesten der Stadt ist ein frei stehender, zweigeschoßiger Bau mit einem Rundbogentor. Es ist mit 1634 bezeichnet. | BDA-Hist.: Q37951262 Status: Bescheid Stand der BDA-Liste: 2025-06-30 Name: Ortsbefestigung, Rustertor (früher Türkentor) GstNr.: 102 |
| ja   | Datei hochladen | Figurenbildstock, Sebastianssäule HERIS-ID: 29915 Objekt-ID: 26594                        | Standort KG: Purbach am Neusiedlersee                                | Die toskanische Säule an der Straße nach Donnerskirchen ist mit 1713 bezeichnet. | BDA-Hist.: Q37928703 Status: § 2a Stand der BDA-Liste: 2025-06-30 Name: Figurenbildstock, Sebastianssäule GstNr.: 6013/1 |
| ja   | Datei hochladen | Friedhofskreuz HERIS-ID: 29923 Objekt-ID: 26602                                           | bei Sandergasse 1 Standort KG: Purbach am Neusiedlersee              | Ein Steinkruzifix mit den Heiligen Maria und Johannes zur Seite. Laut Stiftungsinschrift 1811 errichtet. | BDA-Hist.: Q37928760 Status: § 2a Stand der BDA-Liste: 2025-06-30 Name: Friedhofskreuz GstNr.: 3725 |
| ja   | Datei hochladen | Ehem. Antoniuskapelle HERIS-ID: 29926 Objekt-ID: 26605                                    | bei Fellnergasse 46 Standort KG: Purbach am Neusiedlersee            | Es ist nur mehr die Giebelwand der ehemaligen Antoniuskapelle erhalten. | BDA-Hist.: Q37928801 Status: § 2a Stand der BDA-Liste: 2025-06-30 Name: Ehem. Antoniuskapelle GstNr.: 4335/1 |
| ja   | Datei hochladen | Friedhofskapelle, Annakapelle HERIS-ID: 29888 Objekt-ID: 26565                            | bei Sandergasse 1 Standort KG: Purbach am Neusiedlersee              | Die jetzige Friedhofskapelle mit Steinaltar von Elias Hügel wurde 1742 als Spitalskapelle erbaut. | BDA-Hist.: Q37928475 Status: § 2a Stand der BDA-Liste: 2025-06-30 Name: Friedhofskapelle, Annakapelle GstNr.: 3725 Friedhof Purbach am Neusiedler See |
| ja   | Datei hochladen | Mariahilf-Kapelle HERIS-ID: 62505 Objekt-ID: 75061                                        | Standort KG: Purbach am Neusiedlersee                                | Die kleine Kapellennische steht am Ende des Kreuzweges, einer Verlängerung der Friedhofsgasse, und ist an den dahinterliegenden Felsen angebaut. Am Giebel befindet sich ein niedriges Ankerkreuz.                                                                                | BDA-Hist.: Q38100101 Status: § 2a Stand der BDA-Liste: 2025-06-30 Name: Mariahilf-Kapelle GstNr.: 3927/2 |
| ja   | Datei hochladen | Fundzone Fellner und Lascher HERIS-ID: 112157 Objekt-ID: 130222                           | Fellner und Lascher Standort KG: Purbach am Neusiedlersee            | Anmerkung: Großflächig (Siedlungsgebiet und landwirtschaftliche Gründe). | BDA-Hist.: Q37828923 Status: Bescheid Stand der BDA-Liste: 2025-06-30 Name: Fundzone Fellner und Lascher GstNr.: 3827/1, 3827/3, 3827/6, 3827/8, 3827/9, 3829/1, 3829/2, 3830/1, 3830/2, 3830/3, 3830/4, 3841/1, 3841/3, 3841/4, 3841/5, 3841/6, 3841/7, 3841/8, 3842/1, 3842/2, 3842/3, 3842/4, 5317/1, 5317/2, 5317/3, 5317/4, 5318/1, 53/18/2, 5319, 5320/1, 5320/2, 5320/3, 5321/1, 5321/3, 5321/5, 5321/6, 5321/7, 5322/2, 5322/3, 5322/4, 5322/5, 5322/7, 5323/1, 5323/2, 5324/1, 5324/2, 5325, 5326/3, 5327/3, 5328, 5329, 5330, 5331/2, 5333/2, 5334/1, 5334/2, 5335/2, 5336/1, 5336/2, 5337/1, 5337/2, 5338, 5339/2 |
| BW   | Datei hochladen | Befestigte Höhensiedlung Burgstallberg HERIS-ID: 45198 Objekt-ID: 46116                   | Oggauerwald und Leithabergwald Standort KG: Purbach am Neusiedlersee | hallstattzeitliche Höhensiedlung, mittelalterliche Fluchtburg. befestigtes Plateau, durch bis zu 4 m hohe Wälle geschützt. Anmerkung: Großflächiges Waldgrundstück | BDA-Hist.: Q38014132 Status: Bescheid Stand der BDA-Liste: 2025-06-30 Name: Befestigte Höhensiedlung Burgstallberg GstNr.: 4247, 4248, 4127 |